# Hermandad de la Oración en el huerto (Linares)
La Oración en el Huerto (Hermandad y Cofradía de Nazarenos de Nuestro Padre Jesús en la Oración en el Huerto y Nuestra Madre y Señora de Gracia) es una de las catorce que componen la Semana Santa de Linares. Sale en procesión el Lunes Santo a las cinco de la tarde de la iglesia de Santa María la Mayor. El número aproximado de hermanos que realizan la estación de penitencia es de 425. Los hábitos que visten tanto en el Tercio de Misterio como en el Tercio de Palio son túnica y capa color hueso, caperuz y cíngulo en terciopelo verde botella. El color de la cera en ambos tercios es blanco.
El acompañamiento musical para el Paso de Misterio es la Agrupación Musical “Nuestro Padre Jesús de la Pasión” de Linares y para el Paso de Palio se estrena en la Semana Santa de 2015, la Sociedad Filarmónica "María Inmaculada" de Linares.
El Paso de Misterio va llevado por 45 costaleros y está cubierto con pan de oro y el Paso de Palio lleva 35 costaleros y está cincelado en plata con detalles en oro, con aproximadamente dos cuadrillas de costaleros más por paso.

## La Historia
El 9 de marzo de 1941 se reorganiza la hermandad de la Oración en el Huerto. En principio, con las evidentes pretensiones de volver a su sede en la parroquia de Santa María, pero al estar el templo en reconstrucción residirá sus primeros años en la parroquia de San José. La nueva etapa comienza con un equipo que afronta la primera reunión de la junta directiva con el propósito de adquirir una nueva imagen de Jesús Orante. El escultor granadino Eduardo Espinosa Cuadros será el encargado de hacer la nueva talla, unas imágenes que a su llegada a Linares serán expuestas en un local en la calle Santiago.
Espinosa talla un conjunto compuesto por Jesús y el Ángel confortador sin grandes alardes escultóricos, pero de gran fuerza expresiva. En este sentido, el genio creador del imaginero se pudo ver limitado por la condición expresa de la cofradía de reproducir fielmente la iconografía del anterior misterio destruido en la guerra civil española. Este conjunto, como se basa en el anterior misterio, se refiere a una escena que prolifera sobre todo desde el siglo XIX, por eso Jesús se nos presenta arrodillado y posando sus brazos sobre una peña. Sus manos entrelazadas, a la vez que mira al cielo y frente a frente sobre una nube un ángel contempla al Mesías ofreciéndole el “cáliz de amarguras” que pide que se aleje. 
En su original de los años cuarenta, las dos esculturas formaban una sola pieza pero divisible en dos desde mitad de la roca. Hasta los años ochenta su ubicación en capilla era de esta manera. En este año las dos esculturas fueron separadas, lo que quedaron independientes, además de la imprimación de una nueva policromía y del arreglo de los desperfectos que el tiempo había causado durante cuarenta años. Se respeta la forma para el montaje del paso de enfrentar a los dos iconos, pero ya se muestran independientemente en capilla.
Una nueva restauración, en los noventa, dotará a las esculturas de una nueva impronta. Fernando Alvarado enriquece la policromía y aumenta el ornato de las túnicas con bordados en oro para las bocamangas y petos, tanto del Cristo como del ángel. En esta segunda restauración se adapta nuevamente, en este caso para facilitar su salida procesional en un nuevo paso que talla el sevillano Ángel de la Feria. Se suprime, por tanto, la peña que sostiene la nube sobre la que va el ángel.
En la Semana Santa de 2005 en el misterio de la Oración en el Huerto se hizo una nueva configuración. Se optó por cambiar la posición con la que se creara en sus inicios. La poca visibilidad en el paso de la imagen de Jesús fue uno de los motivos para tal decisión. Por tanto, desde este año, Jesús va en el frontal del paso y al lado de él una nueva imagen del mensajero. El autor de la restauración es el imaginero Antonio Dubé de Luque quién también adaptó la policromía de Jesús y redujo las dimensiones de la peña sobre la que se apoya para orar. Ahora su túnica es burdeos y su manto de color azul.

## La Pasión
En cuanto a la referencia evangélica, la Oración en el Huerto se sitúa cronológicamente justo al término de la Cena. Los cuatro evangelistas aluden al momento que es descrito por alguno de ellos como “agonía”. Aunque, no entren en muchos detalles como puede ocurrir con otros pasajes de la Pasión.
San Lucas habla de “monte de los Olivos” más en la tradición que nos ha llegado del huerto de los olivos. Y puntualiza que “se le apareció un ángel venido del cielo que lo confortaba”. Pero en su texto lo que más llama la atención es la referencia al extraño proceso fisiológico que sufre Cristo: “Y su sudor era como gruesas gotas de sangre, que iban cayendo hasta la tierra”.
En referencia a este texto la imaginería tradicional ha querido plasmar el llamado “sudor de sangre” en la escenificación de la Oración en el Huerto. Son varios los ejemplos de este efecto, pero en Linares el escultor optó por no pintar las gotas de sangre en su rostro. Tras la última restauración Dubé de Luque ha impreso en la faz las marcas hematológicas. Lo cierto es que la referencia es clara y por ello no pocos estudiosos han querido buscar causas a este fenómeno. Mientras los más apegados a la concepción divina de Jesús de Nazaret han argumentado históricamente un hecho milagroso otros han buscado causas más humanas.
En este sentido, los médicos del siglo XX que han estudiado este asunto hablan de hematidrosis que es una reacción poco común del organismo ante ocasiones extremas que provoca el sudor sanguíneo. Respecto a la tradición bíblica el pasaje ha sido discutido ampliamente por la religión hasta el punto de no ser dado por verídico hasta el Concilio de Trento (siglo XVII). Se acepta entonces que el sudor de Getsemaní era una prueba más de la sangre prometida a los hombres desde la humanidad del hijo de Dios. 
Los textos sagrados recogen en varias ocasiones la palabra “cáliz”, que dentro de la escenografía pasional cobre importancia al constituirse como uno de los símbolos del cristianismo. Cierto es que la imaginería, en su afán de representar el amplio elenco de símbolos del cristianismo, ha tendido ha esquematizarlos en sus representaciones. Y de hecho lo que porta el ángel pasional de Linares es un cáliz pero su significado es distinto. La palabra se puede interpretar como la suerte reservada a alguien o como una plasmación gráfica de la amargura. De ahí el sintagma “cáliz de amarguras”. Por lo tanto lo que el enviado celestial ofrece al Mesías en esta representación escultórica no es algo tangible sino el símbolo de lo que pide al Padre que le aparte.

## Nuestra Madre y Señora de Gracia
La historia de la imagen de Nuestra Señora de Gracia es un claro ejemplo del proceso de recuperación cofrade del Linares de posguerra. En un clima de carestía y penuria económica las cofradías comienzan a renacer casi al mismo término de la contienda. Los orígenes de la talla hay que buscarlo no en el cortejo de la Oración en el Huerto sino en la de la Sentencia de Cristo, precedente de la del Prendimiento.
De su autoría poco se sabe aunque ya en los años anteriores a la II República Española la imagen procesiona por las calles de la ciudad en el paso de la titular de la cofradía de la Sentencia. Los testimonios gráficos existentes nos muestran a dos imágenes en las mismas andas, una de ellas la actual Virgen del Rosario, la otra, una representación de María Magdalena que servirá de base para la nueva imagen de la Señora de Gracia.
Se trata, pues, de una de las pocas imágenes del patrimonio cofrade linarense que se salva de la destrucción del patrimonio cofrade linarense de la Guerra Civil. A nuestros oídos ha llegado el nombre de Antonio Lara Pardo como el salvador de las tallas (únicamente el busto), el hecho de que las escondiera “en el hueco de una escalera de su domicilio particular, que posteriormente tapizó” hizo que la quema no llegara a ellas. Quizá el guardar ornamentos o accesorios eclesiásticos es más repetido pero no tanto el de aventurarse a guarecer las propias vírgenes o cristos, sacándolas del templo de donde recibían culto. La tradición oral nos cuenta que el resto del grupo escultórico de la Sentencia sí fue destruido con el convencimiento por la mayoría de los cofrades de que en él también se encontraban sus queridos titulares.
Lo cierto es que en 1944 se reorganiza la cofradía de la Sentencia, pero ahora bajo el nuevo título de Hermandad de Jesús del Prendimiento. Y en la búsqueda de lo que había quedado a salvo tras el paréntesis de la guerra vuelven a la luz las imágenes que habían estado ocultas durante años. El Prendimiento comienza su nueva etapa, sin embargo María Magdalena no parece entrar en la nueva iconografía pasional de la recuperada cofradía. La Hermandad de la Oración en el Huerto pasa sus primeros años en la parroquia de San José. Y durante algún tiempo convive con las que ya están asentando en esta sede canónica. Entre ellas la del Prendimiento. La vinculación entre ambas cofradías se estrecha de tal manera hasta el punto en el que llegan a hermanarse mientras llega el traslado de Jesús orante a la parroquia de Santa María (actual sede en la que se encuentre la Oración en el Huerto).
De este hermanamiento nace la solución que ambas cofradías dan a la ausencia de la imagen de la Virgen María para que acompañe a la Oración en el Huerto en su estado de penitencia. El Prendimiento cede a la Oración el busto de la Magdalena para la creación de una nueva obra que representase a la actual Virgen de Gracia. Sin embargo parece que todo no lo había perdido la hermandad “del olivo” en el incendio de Santa María. Según el último alférez de la hermandad, fue un hermano quién rescató los restos que quedaron de la Virgen tras el incendio del templo.
Con todo, aún quedaba terminar el trabajo hasta la consecución de la nueva titular. Parece medianamente claro que fue el cordobés Juan Martínez Cerrillo quien readaptó la Magdalena para convertirla en Nuestra Señora de Gracia. Su gubia dejó su impronta en esa talla que, por los antecedentes que tiene, difiere del resto de su producción en la ciudad.
Pero, por qué se elige a Martínez Cerrillo para el trabajo de readaptación de la imagen. La relativa cercanía con la capital cordobesa donde trabajaba, la repercusión de sus obras en la Semana Santa andaluza y el hecho de que ya tuviera imágenes en Linares pudieron hacerlo aconsejable.
Cerrillo por tanto tiene el reto de crear una nueva dolorosa sobre el soporte de una efigie ya existente. Por eso deja su importancia aunque sin soslayar por completo el original. La Virgen tiene una expresión de desconsuelo con la boca entreabierta que deja ver los dientes tallados superiores e inferiores, el entrecejo fruncido y la mirada baja. Y esta es la imagen de la Virgen de Gracia que hemos conocido con algunos retoques hasta el año 1994. En este año Antonio Dubé de Luque se encarga de su restauración. Este retoca las proporciones para adaptarla a otras más idóneas, talla un nuevo candelero y crea las nuevas manos. En cuanto al rostro, retira los aditamentos existentes sobre la madrea y perfila los contornos de la faz.
La nueva Virgen de Gracia mantiene los rasgos básicos pero tras su restauración se adivina el leve giro de cuello que estaba oculto, y la expresión se dulcifica. Sin embargo no retoca sus ojos para evitar que pudiera cambiar de gesto.